# Gospodarka Materiałowa i Logistyka
Gospodarka Materiałowa i Logistyka – polski miesięcznik ekonomiczny wydawany przez Polskie Wydawnictwo Ekonomiczne. 

## Opis
Miesięcznik jest przeznaczony dla osób zajmujących się zawodowo zarządzaniem zakupami, menedżerów działów logistyki i firm świadczących usługi logistyczne, a także wykładowców i studentów kierunków ekonomicznych wyższych uczelni. 
Publikowane w nim artykuły zawierają wyniki badań, opisy najlepszych praktyk oraz dorobek naukowy z dziedziny zarządzania łańcuchami dostaw zakupami oraz szeroko pojętego zarządzania logistyką. Zawiera także teksty  o zastosowaniu najnowszych technologii w tych obszarach oraz analizy rynków materiałowych, zajmuje się też ekologicznymi, społecznymi i prawnymi aspektami logistyki, infrastrukturą logistyczną i transportową oraz logistyką miejską. 
Czasopismo zostało założone w 1949 roku jako dwutygodnik i do 1993 ukazywało się pod nazwą „Gospodarka Materiałowa”, wydawcą od początku jest PWE. Autorami tekstów są wykładowcy uczelni ekonomicznych i praktycy zatrudnieni w dużych polskich przedsiębiorstwach. 
Kwartalnik znajduje się w wykazie czasopism naukowych prowadzonym przez Ministra Edukacji i Nauki z przyznaną liczbą 100 punktów.